# Juancito Díaz
Juancito Díaz fue un músico argentino reconocido por su habilidad en la ejecución del piano, que tuvo una prolongada actividad artística como solista e integrando orquestas dedicadas al tango que nació el 14 de junio de 1914 en la pequeña localidad de Peirano, Provincia de Santa Fe, Argentina y falleció el 22 de setiembre de 2007 en Buenos Aires, Argentina.

## Carrera profesional
En su juventud estudió música, se recibió de profesor de piano, solfeo y armonía y debutó como pianista en Rosario. y su gran oportunidad fue, cuando ya con un sólido oficio, fue recomendado a Juan D'Arienzo que necesitaba un pianista. El maestro le hizo una prueba y lo tomó de inmediato, permaneciendo en el conjunto durante diversas temporadas en las que actuó en clubes y para grabaciones.
Como solista se presentó en Radio El Mundo y en el teatro Grand Splendid, y su popularidad aumentó a través de sus participaciones en locales bailables y en hoteles de lujo y realizó giras por Europa y Latinoamérica. Ya en los primeros tiempos de Canal 7 actuó en espectáculos musicales y en microprogramas. Su única intervención en el cine fue en 1955 en el rol protagónico en Adiós, muchachos, de Armando Bó, encarnando al compositor Julio César Sanders, autor de la música del tango homónimo, sobre letra de César Felipe Vedani.
Formó dúo con René Cóspito, su gran amigo durante muchos años. Entre los tangos que compuso se recuerdan Ladrón de sueños, Tango a Florida y Ya te hice el tango, vieja. Durante décadas, su arte pianístico le brindó numerosos éxitos y su nombre ganó un sólido prestigio a través de su calidad musical y de los temas de su autoría. Fue elogiado por maestros como Arturo Rubinstein y Claudio Arrau y hasta por el presidente Juan Perón.
Juancito Díaz falleció el 22 de septiembre de 2007 en Buenos Aires, Argentina, por un enfisema pulmonar.